# Урочище «Пісковня»
Уро́чище «Пісковня» — ботанічний заказник місцевого значення в Україні. Об'єкт природно-заповідного фонду Житомирської області. 
Розташований у межах Романівського району Житомирської області, на південь від села Залужне. 
Площа 22,8 га. Статус надано згідно з рішенням 32 сесії 7 скликання Житомирської обласної ради від 08.10.2020 року №2044. Перебуває у віданні ДП «Романівський лісгосп АПК» (Соболівське л-во, квартал 63, виділи 8, 9, 10, 11, 18, 19, 20, 21, 22, 23, 24, 25, 26). 
Статус надано для збереження частини лісового масиву з перевагою в деревостані сосни звичайної, осики, берези, а на зниженнях - вільхи чорної. Поширені рідкісні види рослин, занесені до Червоної книги України: еритроній собачий зуб, коручка чемерникоподібна, любка дволиста.